# POWER CHORD
『POWER CHORD』（パワーコード）は、工藤晴香の2枚目のミニアルバム。2020年10月7日に日本クラウンから発売された。

## 概要
- 1stミニアルバム『KDHR』から7ヶ月弱でのリリースとなった。前作に引き続き、全楽曲の作曲・編曲を音楽プロデューサーの平地孝次が手がけており、作詞は全て工藤自身が担当しているが、「Magic Love」では工藤も作曲に挑戦している。今作は、工藤のロック・スピリッツ溢れる世界観を更にブラッシュアップさせたものとなっており、「年齢などの数字で可能性の限界を勝手に決められてしまう世の中でも、信念や夢にゴールや終わりはない。つねに自分の立つ場所がスタートラインなんだ」という工藤の思いが込められている。ラップに初挑戦した新曲「KEEP THE FAITH」や初めて作曲にも挑戦し、純粋な子供時代を思い出しながら書かれた「Magic Love」、初めて音楽と出会った時の衝動をテーマに書かれた「GROOVY MUSIC TAPE」など前作同様にバラエティに富んだものとなっている。
- 販売形態は、TYPE-A（CRCP-40608）、TYPE-B（CRCP-40609）、TYPE-C（CRCP-40610）の全3種。TYPE-Aには収録曲全6曲のMVが、TYPE-Bにはリード曲「KEEP THE FAITH」のMVとそのメイキング映像に加え、声優・工藤晴香の真髄が楽しめるポエトリーリーディングが視聴可能となるM-CARDがそれぞれ付属されている。

## 収録曲
1．GROOVY MUSIC TAPE   (3分15秒)
作詞：工藤晴香    作曲：平地孝次
2．ROCK STAR   (3分45秒)
作詞：工藤晴香    作曲：平地孝次
3．KEEP THE FAITH   (4分11秒)
作詞：工藤晴香    作曲：平地孝次・札ノ辻泰紀
・本作のリードトラックであり、MVが制作された。
4．君へのMHz   (4分36秒)
作詞：工藤晴香    作曲：平地孝次
5．Magic Love   (4分8秒)
作詞：工藤晴香     作曲：工藤晴香・平地孝次
6．My Story My Life   (4分9秒)
作詞：工藤晴香     作曲：平地孝次

## 演奏
- Yoichi：Guitar
- Toshihiro：Bass